# ASURA
Asura Chronicles（アスラ クロニクルズ）とは、2006年に結成された日本のバンド。コロムビア所属。現在のメンバーは、ギターの Hinome Atsushiとボーカルである。

## 概要
ギターおよび作曲・編曲を担当する Hinome Atsushi が中心となり、何度かのメンバーチェンジを経て現在の編成に至る。ボーカルを担当する 天愛は、元バンドのコーラスメンバー。都内を拠点に活動を行っている。
バンド結成以前は、 Hinome はロサンゼルスでいくつかのバンドにギタリストとして加入しながら活動、および作曲の勉強をしていた。
2006年に Hinome が日本に戻り、新バンドを結成。
2007年4月、mai(現在、さくまなとして活動中)がリードボーカルとして加入。
結成から約半年でファーストシングル「赤い風」がコロムビアミュージックレコードよりダウンロード配信される。
雑誌「ピア」でバンドが紹介される。
その後、天愛がコーラスメンバーとしてバンドに加入。
ほぼ同時期に、maiがバンドを脱退し活動休止となる。
Hinome がオーディションでボーカルを探す傍ら、時間を見つけては楽曲の制作をしていた。ある日、新曲に仮歌を入れてほしいと天愛に頼んだ。録り終えた、天愛の声を聞き返すと、新リードボーカルとしての可能性を感じた。この出来事がきっかけとなり、天愛が新リードボーカルとなる。

## バンド名の由来
Hinome が命名。インパクトがあり覚えやすい名前として、また力を得るためにどんなことでもする「修羅になる」といった Hinome 自身の音楽に対する思いと信念から、古代仏教の神「阿修羅」より選んだ。呼び名は日本語読みではなくサンスクリットの asura よりアスラと読む。
2008年、ヨーロッパに同名で活動する音楽家が存在した為、 ASURA から Asura Chronicles に改名。しかし、今でも ASURA の名で呼ばれる事が多い。

## デビュー前の歩み
Hinomeは歌と芝居が好きな母の影響で、幼い頃から演劇やミュージカルのショーに連れられ徐々に音楽に興味を持つ。しかし、歌を得意とする母親を意識するあまり、歌う事に抵抗とコンプレックスを持ち、代わりにギターで表現を始めるようになる。最初は、母親の持っていたクラシックギターで日本の歌謡曲を弾く程度だったが、ミュージックステーションでMR.BIGを見てから、ギターとロックミュージックにのめり込む。
学生時代はMR.BIG、VAN HALEN、WHITE SNAKE、STEVE VAIなどのカバーバンドで活動。
卒業後、日本の音楽専門学校でギターを本格的に学ぼうとするが、Hinome自身、日本のミュージシャンや歌謡曲からそれほど影響を受けなかった事や、日本の音楽シーンのあり方に疑問持ち続けていた事から、Hinomeが最も影響を受けたアーティストが集まるアメリカ ロサンゼルスでギターを学ぶ事を決める。
ロサンゼルスでは、自身でデモテープを制作し、ギタリストを募集するバンドのオーディションに積極的に参加、いくつかのバンドに加入しハリウッド サンセットストリップを中心に活動の場を広げていった。
2006年に帰国、ロックバンドASURAを結成。

## 使用楽器
Hinomeが愛用しているメインギターは、Ibanez のUV777P の7弦モデルである。しかし、楽曲では7弦ギターで6弦までしか使わない理由として「理論的に低い音が出せる7弦でも、人間の耳にはヘヴィに聞こえず、しまりのない音になる。だが、UV777は大きなボディのおかげで温かく、甘いローエンドが生まれる。」との事。また、全楽曲が半音下げチューニングである理由は「一番ギターが綺麗に鳴るチューニングとテンションは半音下げであるから。」との事らしい。

## ディスコグラフィ

### シングル
- 赤い風
- Lavendar
- 一寸先は･･･
- 優しくなれるから
- Olympia
- 素直でありたい